# Duhce, Rojîșce
Duhce (în ucraineană Духче) este un sat în comuna Sokil din raionul Rojîșce, regiunea Volînia, Ucraina.

## Demografie
Componența lingvistică a localității Duhce
     Ucraineană (100%)
Conform recensământului din 2001, toată populația localității Duhce era vorbitoare de ucraineană (100%).